# Вежявичюс, Робертас
Робертас Вежявичюс (лит. Robertas Vėževičius; 5 января 1986, Укмерге, Литовская ССР, СССР) — литовский футболист, нападающий.

## Биография
Начинал карьеру в 2002 году в клубе «Венибе» из своего родного города.
С 2004 года выступал за клуб высшей лиги «Ветра», где провёл около 7 лет и сыграл более сотни матчей. В 2009 году уходил в аренду в каунасский «Атлетас».
В 2010 году по ходу сезона перебрался в «Шяуляй». В 2011 году продлил контракт с клубом. В 2012 году покинул команду.
Сезон 2012/13 отыграл за «Маккаби» (Умм-эль-Фахм), выступавшем во втором дивизионе Израиля. В 2013 году вернулся в Литву, где выступал за команды «Круоя» и «Атлантас». В 2016 году перешёл в «Стумбрас».
С 2017 года по 2019 год выступал за «Судуву», с которой дважды выиграл титул национального чемпионата и дошёл до четвёртого квалификационного раунда Лиги Европы, где забил последний гол в ворота швейцарского «Сьона». Литовский клуб суммарно выиграл 4:1.
В 2020 году перешёл в клуб «Банга» из Гаргждая. В 2022 году стал капитаном команды. В июле 2022 года был оштрафован Литовской федерацией футбола на 150 евро после того, как он опубликовал в Facebook пост с критикой судей, отменивших в матче 2 его гола.

## Карьера в сборной
С 2007 по 2008 годы сыграл 5 матчей и забил 1 гол за сборную Литвы до 21 года.

## Личная жизнь
Женат, имеет дочь Еву.
Игрок является участником проекта «Augu futbole», где он проходит стажировки по вопросам связи с общественностью и занимается вопросами взаимодействия с болельщиками и повышения популярности футбола в Литве

## Достижения
«Судува»
- Чемпион Литвы (3): 2017, 2018, 2019
- Кубок Литвы: 2019
- Обладатель Суперкубка Литвы (2): 2018, 2019